# Alekseï Silaïev
Pour les articles homonymes, voir Silaïev.
Alekseï Nikolaïevitch Silaïev (en russe : Алексей Николаевич Силаев ; né le 4 janvier 1984 à Gorki) est un sauteur à ski russe.

## Palmarès

### Championnats du monde
| Épreuve / Édition | Épreuve / Édition | Val di Fiemme 2003 |
| Petit tremplin    | Petit tremplin    | 41e                |
| Grand tremplin    | Grand tremplin    | 41e                |

### Championnats du monde de vol à ski
| Épreuve / Édition | Planica 2004 |
| Individuel        | 34e          |
| Par Equipes       | 7e           |

### Coupe du Monde
- Meilleur classement final: 55e en 2004.
- Meilleur résultat: 12e.

### Championnats du monde junior
| Épreuve / Édition | Schonach 2002 |
| Individuel        | 13e           |